# Championnats du monde juniors d'athlétisme 1996
Navigation
Édition précédente Édition suivante
Les 6es Championnats du monde juniors d'athlétisme ont eu lieu du 20 au 25 août 1996 au Stadium Australia de Sydney, en Australie.

## Résultats

### Hommes
| Épreuves          | Or                                                                           | Argent                                                                         | Bronze                                                                        |
| 100 m             | Francis Obikwelu (NGA) 10 s 21                                               | Seun Ogunkoya (NGA) 10 s 25                                                    | Francesco Scuderi (ITA) 10 s 43                                               |
| 200 m             | Francis Obikwelu (NGA) 20 s 47                                               | Riaan Dempers (RSA) 20 s 96                                                    | Bryan Harrison (USA) 21 s 10                                                  |
| 400 m             | Obea Moore (USA) 45 s 27                                                     | Jerome Davis (USA) 45 s 86                                                     | Shane Niemi (CAN) 45 s 94                                                     |
| 800 m             | Joseph Mutua (KEN) 1 min 48 s 21                                             | Tom Lerwill (GBR) 1 min 48 s 40                                                | Grant Cremer (AUS) 1 min 48 s 46                                              |
| 1 500 m           | Shadrack Langat (KEN) 3 min 38 s 96                                          | Mohamed Yagoub Babiker (SUD) 3 min 39 s 17                                     | Miloud Abaoub (ALG) 3 min 39 s 37                                             |
| 5 000 m           | Assefa Mezgebu (ETH) 13 min 35 s 30 CR                                       | David Chelule (KEN) 13 min 36 s 27                                             | Aaron Gabonewe (RSA) 13 min 46 s 19                                           |
| 10 000 m          | Assefa Mezgebu (ETH) 28 min 27 s 78                                          | David Chelule (KEN) 28 min 29 s 14                                             | Tetsuhiro Furuta (JPN) 28 min 31 s 61                                         |
| 110 m haies       | Yoel Hernández (CUB) 13 s 83                                                 | Tomasz Ścigaczewski (POL) 13 s 88                                              | Jovesa Naivalu (FIJ) 13 s 91                                                  |
| 400 m haies       | Mubarak al-Nubi (QAT) 49 s 07 CR                                             | Llewellyn Herbert (RSA) 49 s 15                                                | Angelo Taylor (USA) 50 s 18                                                   |
| 3 000 m steeple   | Julius Chelule (KEN) 8 min 33 s 09                                           | Kipkurui Misoi (KEN) 8 min 33 s 31                                             | Ali Ezzine (MAR) 8 min 35 s 60                                                |
| 10 km marche      | Francisco Javier Fernández (ESP) 40 min 38 s 25                              | David Márquez (ESP) 41 min 03 s 73                                             | Nathan Deakes (AUS) 41 min 11 s 44                                            |
| 4 × 100 m         | États-Unis Vince Williams Jerome Davis Obea Moore Lawrence Armstrong 39 s 36 | France Vincent Caure Didier Héry Ruddy Zami David Patros 39 s 47               | Australie Peter Missingham David Baxter Paul Pearce Paul Di Bella 39 s 62     |
| 4 × 400 m         | États-Unis Desmond Johnson Jerome Davis Robin Martin Obea Moore 3 min 3 s 65 | Japon Hiroki Takahashi Dai Tamesue Masayuki Okusako Shinji Morita 3 min 6 s 01 | Royaume-Uni Kris Stewart Tom Lerwill Mark Rowlands Geoff Dearman 3 min 6 s 76 |
| Saut en hauteur   | Mark Boswell (CAN) 2,24 m                                                    | Ben Challenger (GBR) Svatoslav Ton (CZE) 2,21 m                                |                                                                               |
| Triple saut       | René Hernández (CUB) 16,50 m                                                 | Michael Calvo (CUB) 16,17 m                                                    | Ionut Punga (ROU) 16,15 m                                                     |
| Saut en longueur  | Aleksey Lukashevich (UKR) 7,91 m                                             | Raúl Fernández (ESP) 7,75 m                                                    | Nathan Morgan (GBR) 7,74 m                                                    |
| Saut à la perche  | Paul Burgess (AUS) 5,35 m                                                    | Patrik Kristiansson (SWE) 5,30 m                                               | Danny Ecker (GER) 5,30 m                                                      |
| Lancer du poids   | Ralf Bartels (GER) 18,71 m                                                   | 18,21 m                                                                        | Clay Cross (AUS) 17,69 m                                                      |
| Lancer du disque  | Casey Malone (USA) 56,22 m                                                   | Roland Varga (HUN) 55,20 m                                                     | Frank Casañas (CUB) 54,86 m                                                   |
| Lancer du marteau | Maciej Pałyszko (POL) 71,24 m                                                | Vadzim Dzeviatouski (BLR) 70,88 m                                              | Roman Konevtsov (RUS) 70,32 m                                                 |
| Lancer du javelot | Sergey Voynov (UZB) 79,78 m                                                  | Harri Haatainen (FIN) 76,12 m                                                  | Steven Madeo (AUS) 73,88 m                                                    |
| Décathlon         | Attila Zsivóczky (HUN) 7 582 points                                          | Dean Macey (GBR) 7 480 points                                                  | Chiel Warners (NED) 7 368 points                                              |

### Femmes
| Épreuves          | Or                                                                                  | Argent                                                                        | Bronze                                                                                   |
| 100 m             | Nora Ivanova (BUL) 11 s 32                                                          | Andrea Anderson (USA) 11 s 43                                                 | Esther Möller (GER) 11 s 46                                                              |
| 200 m             | Sylviane Félix (FRA) 23 s 16                                                        | Lauren Hewitt (AUS) 23 s 32                                                   | Nora Ivanova (BUL) 23 s 59                                                               |
| 400 m             | Andreea Barlacu (ROU) 52 s 32                                                       | Suziann Reid (USA) 53 s 17                                                    | Rosemary Hayward (AUS) 53 s 28                                                           |
| 800 m             | Claudia Gesell (GER) 2 min 02 s 67                                                  | Kathleen Friedrich (GER) 2 min 02 s 70                                        | Jebet Langat (KEN) 2 min 03 s 21                                                         |
| 1 500 m           | Kutre Dulecha (ETH) 4 min 08 s 65                                                   | Jackline Maranga (KEN) 4 min 08 s 98                                          | Shura Hutesa (ETH) 4 min 09 s 49                                                         |
| 3 000 m           | Anita Weyermann (SUI) 8 min 50 s 73                                                 | Edna Kiplagat (KEN) 8 min 53 s 06                                             | Etaferahu Tarekegne (ETH) 8 min 53 s 77                                                  |
| 5 000 m           | Ayelech Worku (ETH) 15 min 40 s 03                                                  | Olivera Jevtić (YUG) 15 min 40 s 59                                           | Cristina Iloc (ROU) 15 min 41 s 44                                                       |
| 100 m haies       | Joyce Bates (USA) 13 s 27                                                           | Glory Alozie (NGA) 13 s 30                                                    | Tan Yali (CHN) 13 s 37                                                                   |
| 400 m haies       | Ulrike Urbansky (GER) 56 s 65                                                       | Vicki Jamison (GBR) 57 s 57                                                   | Tanya Jarrett (JAM) 57 s 91                                                              |
| 4 × 100 m         | États-Unis Andrea Anderson Lakeesha White Jernae Wright Nanceen Perry 43 s 79       | Jamaïque Tulia Robinson Peta-Gaye Dowdie Saran Patterson Aleen Bailey 44 s 26 | Allemagne Sandra Abel Esther Möller Nancy Kette Marion Wagner 44 s 57                    |
| 4 × 400 m         | Allemagne Peggy Müller Claudia Gesell Doreen Harstick Ulrike Urbansky 3 min 31 s 12 | Roumanie Medina Tudor Anca Safta Otilia Ruicu Andreea Barlacu 3 min 32 s 16   | Australie Jennifer Marshall Tamsyn Lewis Josephine Fowley Rosemary Hayward 3 min 32 s 47 |
| 5 km marche       | Irina Stankina (RUS) 21 min 31 s 85                                                 | Olga Panfyorova (RUS) 21 min 52 s 27                                          | Claudia Iovan (ROU) 21 min 57 s 11                                                       |
| Saut en longueur  | Guan Yingnan (CHN) 6,53 m                                                           | Cristina Nicolau (ROU) 6,47 m                                                 | Johanna Halkoaho (FIN) 6,38 m                                                            |
| Triple saut       | Tereza Marinova (BUL) 14,62 m CR                                                    | Cristina Nicolau (ROU) 13,64 m                                                | Adelina Gavrila (ROU) 13,50 m                                                            |
| Saut en hauteur   | 1,93 m                                                                              | Dóra Györffy (HUN) 1,91 m                                                     | Svetlana Lapina (RUS) 1,91 m                                                             |
| Lancer du poids   | Song Feina (CHN) 16,58 m                                                            | Nadine Beckel (GER) 16,39 m                                                   | Yelena Ivanenko (BLR) 16,22 m                                                            |
| Lancer du disque  | Ma Shuli (CHN) 56,32 m                                                              | Seilala Sua (USA) 56,32 m                                                     | Zhang Yaqing (CHN) 55,70 m                                                               |
| Lancer du javelot | Osleidys Menéndez (CUB) 60,96 m                                                     | Nikolett Szabó (HUN) 58,34 m                                                  | Bina Ramesh (FRA) 57,70 m                                                                |
| Heptathlon        | Yelizaveta Shalygina (RUS) 5 711 points                                             | Johanna Halkoaho (FIN) 5 656 points                                           | Hana Doleželová (CZE) 5 504 points                                                       |

## Tableau des médailles
| Rang | Nation | Or | Argent | Bronze | Total |
| ---- | ------ | -- | ------ | ------ | ----- |
| 1    | USA    | 6  | 4      | 2      | 12    |
| 2    | GER    | 4  | 2      | 3      | 9     |
| 3    | ETH    | 4  | 0      | 2      | 6     |
| 4    | KEN    | 3  | 5      | 1      | 9     |
| 5    | RUS    | 3  | 1      | 2      | 6     |
| 6    | CUB    | 3  | 1      | 1      | 5     |
| 7    | CHN    | 3  | 0      | 3      | 6     |
| 8    | NGA    | 2  | 2      | 0      | 4     |
| 9    | BUL    | 2  | 0      | 1      | 3     |
| 10   | ROM    | 1  | 3      | 4      | 8     |
| 11   | HUN    | 1  | 3      | 0      | 4     |
| 12   | AUS    | 1  | 2      | 7      | 10    |
| 13   | ESP    | 1  | 2      | 0      | 3     |
| 14   | FRA    | 1  | 1      | 1      | 3     |
| 15   | POL    | 1  | 1      | 0      | 2     |
| 16   | CAN    | 1  | 0      | 1      | 2     |
| 17   | QAT    | 1  | 0      | 0      | 1     |
| 17   | SUI    | 1  | 0      | 0      | 1     |
| 17   | UKR    | 1  | 0      | 0      | 1     |
| 17   | UZB    | 1  | 0      | 0      | 1     |
| 21   | GBR    | 0  | 4      | 2      | 6     |
| 22   | FIN    | 0  | 2      | 1      | 3     |
| 22   | RSA    | 0  | 2      | 1      | 3     |
| 24   | BEL    | 0  | 1      | 1      | 2     |
| 24   | JAM    | 0  | 1      | 1      | 2     |
| 24   | JPN    | 0  | 1      | 1      | 2     |
| 27   | CZE    | 0  | 1      | 0      | 1     |
| 27   | SUD    | 0  | 1      | 0      | 1     |
| 27   | SWE    | 0  | 1      | 0      | 1     |
| 27   | YUG    | 0  | 1      | 0      | 1     |
| 31   | ALG    | 0  | 0      | 1      | 1     |
| 31   | FIJ    | 0  | 0      | 1      | 1     |
| 31   | ITA    | 0  | 0      | 1      | 1     |
| 31   | MAR    | 0  | 0      | 1      | 1     |
| 31   | NED    | 0  | 0      | 1      | 1     |